# 에디 그리핀 (농구 선수)
에디 자말 그리핀 (Eddie Jamaal Griffin, 1982년 5월 30일 ~ 2007년 8월 17일)은 미국의 전 농구 선수이다.

## 생애
2001년 뉴저지 네츠에 입단했으며, 제이슨 콜린스, 브랜던 암스트롱, 리처드 제퍼슨과의 트레이드로 휴스턴 로키츠로 팀을 옮겼다. 입단 이후 좋은 활약을 보였지만, 알코올 중독 및 약물 중독, 훈련 불참 등으로 소속팀과 마찰을 빚다가 2003년 12월 소속팀 비행기를 놓치는 문제를 일으켜 소속팀에서 방출되었다. 그 뒤 2004년 1월 다시 뉴저지 네츠와 계약했으나, 알코올 재활 센터에서 치료를 받기 위해 그 해 경기에 나서지 못했다. 이후 미네소타 팀버울브스로 팀을 옮겼으나, 2006년 자신의 SUV 차량으로 주차된 차량을 들이받는 사고를 겪은 뒤 2007년 3월 소속팀에서 방출되었다.
그 해 8월 17일 휴스턴에서 자가용을 타고 이동하던 도중 경고판을 무시한 채 철로로 들어갔으며, 운행중이던 화물 열차와 충돌하는 교통사고를 당해 그 자리에서 사망했다. 이후 차량이 화재로 전소되어 8월 22일에 치과 기록으로 신원을 확인했으며, 부검 결과 법적 혈중 알코올 농도의 3배 이상의 알코올이 검출되었다.